# Limeum arenicola
Limeum arenicola är en tvåhjärtbladig växtart som beskrevs av Schellenberg. Limeum arenicola ingår i släktet Limeum och familjen Limeaceae. Inga underarter finns listade i Catalogue of Life.